# أونيروكو دان
أونيروكو دان (باليابانية: 団 鬼六) (16 أبريل 1931 - 6 مايو 2011) كاتب ياباني، يُوصف بأنه «أشهر كاتب لروايات سادية مازوخية في اليابان». صُوِّرت العديد من قصصه، وأبرزها سلسلة «رومان بورنو» من إنتاج استوديوهات نيكاتسو. كانت لدان علاقة مهنية وثيقة بالممثلة نعومي تاني طوال مسيرتها الفنية. توفي في 6 مايو 2011.

## الحياة والمهنة

### الحياة المبكرة
ولد في محافظة شيغا في 16 أبريل 1931. كان والده نوبويوكي كورويوا يطمح أن يصبح كاتب سيناريو. ووالدته، يوكي كاتوري، كانت ممثلة سينمائية سابقة وطالبة سابقة للروائي الذي استخدم الاسم المستعار سانجوغو ناوكي. وكان هذا زواجها الثاني. في عام 1944 تم تعيين والد دان للعمل في أوساكا وانتقلت العائلة بأكملها إلى منطقة كانساي. هناك التحق دان بمدرسة كوانسي جاكوين المتوسطة، ومدرسة كوانسي جاكوين الثانوية، وتخرج من قسم القانون في جامعة كوانسي جاكوين. انتقل دان إلى طوكيو بعد وقت قصير من تخرجه في عام 1955.
نشأ اهتمام دان بالأفلام في سن مبكرة لأن والديه كانا يمتلكان دار سينما. كما ادعى دان أنه اكتشف اهتمامه بالسادية والمازوخية في سن مبكرة جدًا: «حتى أنني أحببت هذا النوع من الأشياء في روضة الأطفال. أتذكر أن لدينا معلمة شابة رائعة في أوائل العشرينيات من عمرها. أكثر من أي شيء آخر في العالم، كنت أرغب في ربطها».
نشأ دان خلال الحرب العالمية الثانية، وتعلم الإنجليزية من أسرى الحرب الأمريكيين. في خمسينيات القرن الماضي، عمل مترجمًا لبرامج تلفزيونية ناطقة باللغة الإنجليزية، بما في ذلك برنامج "ألفريد هيتشكوك يقدم". في ستينيات القرن الماضي، درّس دان اللغة الإنجليزية في مدرسة إعدادية. وأثناء عمله بالتدريس، بدأ بكتابة نصوص أفلام "بينك" تحت اسم مستعار "ماتسوغورو كورويوا" التي أنتجتها استوديوهات مستقلة صغيرة. خلال هذه المرحلة المبكرة من مسيرته المهنية، بدأت علاقة دان المهنية الطويلة مع الممثلة نعومي تاني.

### الشهرة
في عام 1956، حصل دان على جائزة عن رواية "موت في نانيوا". في عام 1957 حصل على جائزة الوصيف عن رواية "اوياكودان". ولكن رواية "الزهرة والثعبان" هي العمل الذي جعله مشهورًا. تم نشر هذه الرواية لأول مرة في مجلة تحت اسم مستعار استخدمه دان خلال بداية حياته المهنية. بالإضافة إلى فيلم شهير صدر عام 1974، ألهمت هذه الرواية سلسلة من تسعة كتب، وسلسلة أفلام رومان بورنو من استديو نيكاتسو التي صدرت بين عامي 1985 و1987. في عام 1974، وبعد سنوات من المفاوضات، نجح نيكاتسو أخيرًا في تجنيد تاني لسلسلة أفلامهم من خلال الموافقة على طلبها بأن يكون فيلمها الأول مقتبسًا من رواية دان "الزهرة والثعبان". اعترض دان وتاني على الانحرافات عن قصة دان الواردة في سيناريو الفيلم للمخرج ماسارو كونوما وكاتب السيناريو يوزو تاناكا. حقق فيلم "الزهرة والثعبان" نجاحًا كبيرًا للاستوديو ويُنسب إليه الفضل في بدء هذا النوع من أفلام نيكاتسو، وفي ترسيخ مكانة نعومي تاني كثالث ملكات أفلام نيكاتسو وأول "ملكة سادية ذكورية".
بسبب انزعاجه من التغييرات التي طرأت على قصته في فيلم "الزهرة والثعبان"، رفض المشاركة في الجزء الثاني من الفيلم، "الزوجة التي ستُضحى بها". في المقابلات، ادعى دان أن الفيلم الثاني، الذي حقق نجاحًا أكبر من "الزهرة والثعبان"، كان مقتبسًا من قصة كتبها بنفسه، لكنه أصر على حذف اسمه من قائمة المشاركين. ولكن المخرج ماسارو كونوما صرح إنها قصة أصلية ليوزو تاناكا.
لاحقا، تمكن دان ونيكاتسو من تسوية خلافاتهما، ومنح دان الاستوديو حقوقًا حصرية لرواياته، التي صُوِّر العديد منها مع نعومي تاني. استمر ارتباط دان بنيكاتسو لأكثر من عشر سنوات، حتى بعد اعتزال تاني التمثيل. ورغم أن الأفلام تعرضت أحيانًا لانتقادات بسبب سهولة التنبؤ باحداثها، إلا أن البنية النمطية التي طورها لمعظم نصوص أفلامه أصبحت نموذجًا لسلسلة نيكاتسو الناجحة وطويلة الأمد من أفلام رومان بورنو الرومانسية السادية/المازوخية.

### التقاعد والعودة
في أوائل تسعينيات القرن العشرين، وبعد أن كتب أكثر من مائتي رواية سادية/مازوخية، توقف دان عن الكتابة وشرع في مشروع تجاري فشل في نهاية المطاف. وبعد انقطاع دام قرابة عشر سنوات، عاد إلى الكتابة، ونشر سيرته الذاتية بعنوان «الزهرة يجب أن تكون قرمزية: عالم أونيروكو دان». وبعد فترة وجيزة من عودته من التقاعد، بلغت شعبيته حدًا جعله يشارك في ثماني روايات مسلسلة في مجلات وكتابة كتاب آخر.

## نقد الأسلوب
كان أونيروكو دان متزوجًا ولديه أطفال، ويصفه نيكولاس بورنوف بأنه «رجل يتمتع بهالة حقيقية من الأستاذية المريحة والهادئة». طور دان نسخته الخاصة من السادية والمازوخية، ولكن عندما سُئل عما إذا كان قد تصرف بناءً على تخيلاته السادية والمازوخية والعبودية مع زوجته، أجاب دان: «مستحيل! ستضربني بشدة».
يصف المخرج ماسارو كونوما أفلامه السادية/المازوخية المبكرة بأنها «سادية/مازوخية على الطراز الأوروبي»، ويقول: «تطورت السادية/المازوخية لاحقًا على طريقة يابانية بحتة، على طريقة أونيروكو دان». ويضيف كونوما أن دان وصف ثلاثة أهداف للسادية/المازوخية: «العقاب، والحبس، والشعور بالعار»، وأن «أونيروكو دان يكره السادية/المازوخية كعقاب...» وتتمحور رواياته وسيناريوهاته حول مفهوم «الإذلال». أكد دان وجهة نظر كونوما قائلاً: «كثيرًا ما يخلط محررو كتبي بين السادية والمازوخية والقسوة، ويريدون مني أن أكتب لهم قصة عقاب. هذا النوع من القصص خارج نطاقي، إنه يُثير القشعريرة. بل إن مفهومي للسادية والمازوخية هو "رغبة جنسية مشوهة" أو ارتباك شديد. إنها خيال ذكوري مستمد من الحب... من رؤية جمال يتألم من خلال الشعور بالعار. لذلك، يتميز أسلوبي بطابع رومانسي وجمالي، وأحيانًا ينضح بالانحطاط». يقول كونوما عن شخصيات دان النسائية: «في رواياته، يبحث عن جمال المرأة. يخلق امرأة مثالية، ثم يبيعها لقرائه كخيال سادي ومازوخي».
وفقًا لناومي تاني، يجب أن تكون ممثلة الأفلام المثالية لدان «مُلفتة للنظر في الكيمونو، وأن يكون لديها شعر أسود طويل داكن، وأن تتمتع بكمية معينة من الدهون في جسمها بحيث يترك حبل التقييد انطباعًا واضحًا على بشرتها، وأن تكون رشيقة تحت وطأة التعذيب، ذات تعابير وجه قوية». قال دان إن نعومي تاني استوفت جميع هذه الشروط، وأنه استخدمها كنموذج للعديد من النساء في رواياته. وتعليقًا على اعتزال تاني المفاجئ في ذروة شهرتها عام 1979، قال دان: «لقد أُصبت بصدمة. كانت تلك نهاية الثنائي الذهبي. كدتُ أتوقف عن الكتابة».
في تلخيصه لعمل دان، علّق بورنوف قائلاً: «يمتلك دان موهبةً في جعل السادية أمراً محترماً». وفي تعليقه على الشعبية المتزايدة لأفلامه «نيكاتسو رومان» في الولايات المتحدة، أقرّ دان باختلاف أساليب التعبير الثقافي والفني بين البلدين، وقال: «أتفهم أن بعض جوانب الفيلم الوردي غير مقبولة في أمريكا. ولكن في النهاية، إذا أدرك الشعب الأمريكي الجودة الخاصة لعالم أونيروكو دان من خلال أفلامه، فسأكون في غاية السعادة».

## روابط خارجية
- أونيروكو دان على موقع IMDb (الإنجليزية)
- أونيروكو دان على موقع ألو سيني (الفرنسية)
- أونيروكو دان على موقع أول موفي (الإنجليزية)
- أونيروكو دان على موقع قاعدة بيانات الفيلم (الإنجليزية)
- أونيروكو دان على موقع كينوبويسك (الروسية)